# Fiction Factory
Fiction Factory was een Schotse popband. De band werd in 1983 opgericht in het Schotse Perth en speelde synthesizerpop.
De band bestond uit Kevin Patterson (zang), Chic Medley (gitaar), Graham McGregor (bas), Eddie Jordan (keyboards) en Mike Ogletree (drums) en bestond van 1983 tot 1987. De plaat (Feels Like) Heaven (uitgebracht 31-12- 1983 in VK en Ierland) was begin 1984 hun enige grote hit. Hiermee behaalden ze in thuisland het Verenigd Koninkrijk een nummer-één-notering in de UK Singles Chart. 
In Nederland behaalde de single in de destijds drie landelijke hitlijsten op de nationale publieke popzender Hilversum 3 de 12e positie in de Nederlandse Top 40, de 13e positie in de TROS Top 50 en de 16e positie in de Nationale Hitparade. Bovendien was de plaat in week 5 van 1984 in het radioprogramma De Avondspits de 282e NOS Steunplaat van de week op Hilversum 3. In de Europese hitlijst op Hilversum 3, de TROS Europarade, werd de 19e positie bereikt.
In 1984 brachten ze nog een single uit (Ghost of Love) maar die kwam niet verder dan de 64ste positie de UK Singles Chart en kwam buiten het Verenigd Koninkrijk in geen enkele hitlijst terecht.
"(Feels Like) Heaven" wordt nog wel regelmatig gedraaid op de radiozenders en is in het Verenigd Koninkrijk in 2008 nog in een televisiereclame gebruikt. Fiction Factory wordt beschouwd als een "one hit wonder", een eendagsvlieg.

## NPO Radio 2 Top 2000
| Nummer met noteringen in de NPO Radio 2 Top 2000 | '99  | '00  | '01  | '02  | '03  | '04  | '05  |
| ------------------------------------------------ | ---- | ---- | ---- | ---- | ---- | ---- | ---- |
| (Feels Like) Heaven                              | 1161 | 1255 | 1268 | 1725 | 1609 | 1866 | 1892 |

1. ↑  Een vetgedrukt getal geeft de hoogste notering aan.
2. ↑  Deze tabel is bijgewerkt tot en met de laatste editie (2024).